# Прокляті поети

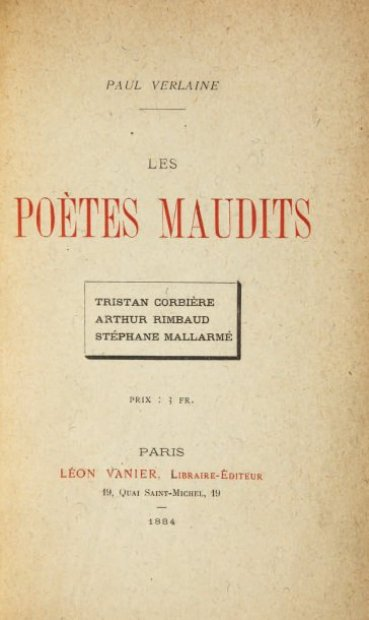
Перше видання «Проклятих поетів»

Про́кляті поети (фр. Les Poètes maudits) — назва циклу статей Поля Верлена, присвячених знедоленим і невизнаним побратимам по перу, які й самі не бажали вписуватися в світ буржуазного успіху і нудної доброчесності. Це були поети Трістан Корб'єр, Артюр Рембо та Стефан Малларме.

## Історія поняття
Статті були опубліковані у 1883 році, а в 1884 вийшли окремою книгою. При її перевиданні у 1888 році до них додалися нариси про таких поетів, як Марселіна Деборд-Вальмор, Огюст де Вільє де Ліль-Адан та й сам Поль Верлен (він фігурував під анаграмою «бідний Леліан» — Pauvre Lelian).
Поль Верлен сприйняв та розвинув притаманне попередній добі романтизму, зокрема байронізму, означення «про́клятий». Назва циклу і книги Верлена швидко стала прозивною. Згодом так почали характеризувати представників декадансу, коли, за висловом Юрія Коваліва, «відчуження поета від абсурдної утилітарної дійсності набуло розмаху екзистенційної трагедії». Прокляті поети були носіями «нещасного світосприйняття». Конфлікт з оточенням і суспільством загалом призводив до зосередження таких авторів на власному внутрішньому світі. Тож твори таких авторів часто мали ознаки, характерні для символізму й екзистенціалізму.
У семидесяті роки минулого століття поширенню поняття посприяла антологія видавництва «Сеґерс» «Poètes maudits d'aujourd'hui: 1946–1970» (Париж, 1972), тож уявний список прóклятих поетів поповнився іменами Війона і Нерваля, Кітса і Едгара По, Бодлера і Лотреамона, Альфреда Жаррі і Антонена Арто, Діно Кампана і Еміля Нелліган, Станісласа Роданського, Леопольдо Марії Панеро і Сільвії Плат.
Термін вживався також за межами Франції, наприклад, стосовно таких авторів, як чеський письменник Карел Гінек Маха, або польський поет Рафаль Воячек (Rafał Wojaczek), що покінчив життя самогубством у віці 25 років.

## Галерея

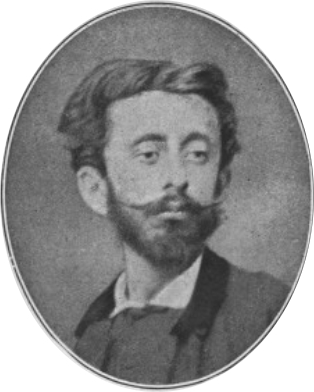
Трістан Корб'єр.
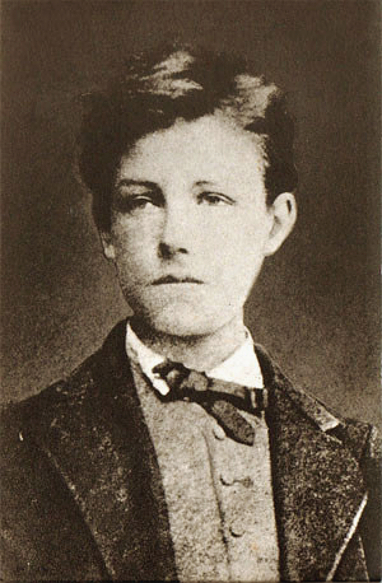
Артюр Рембо.
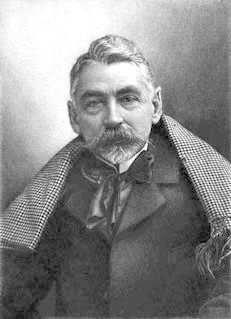
Стефан Малларме.
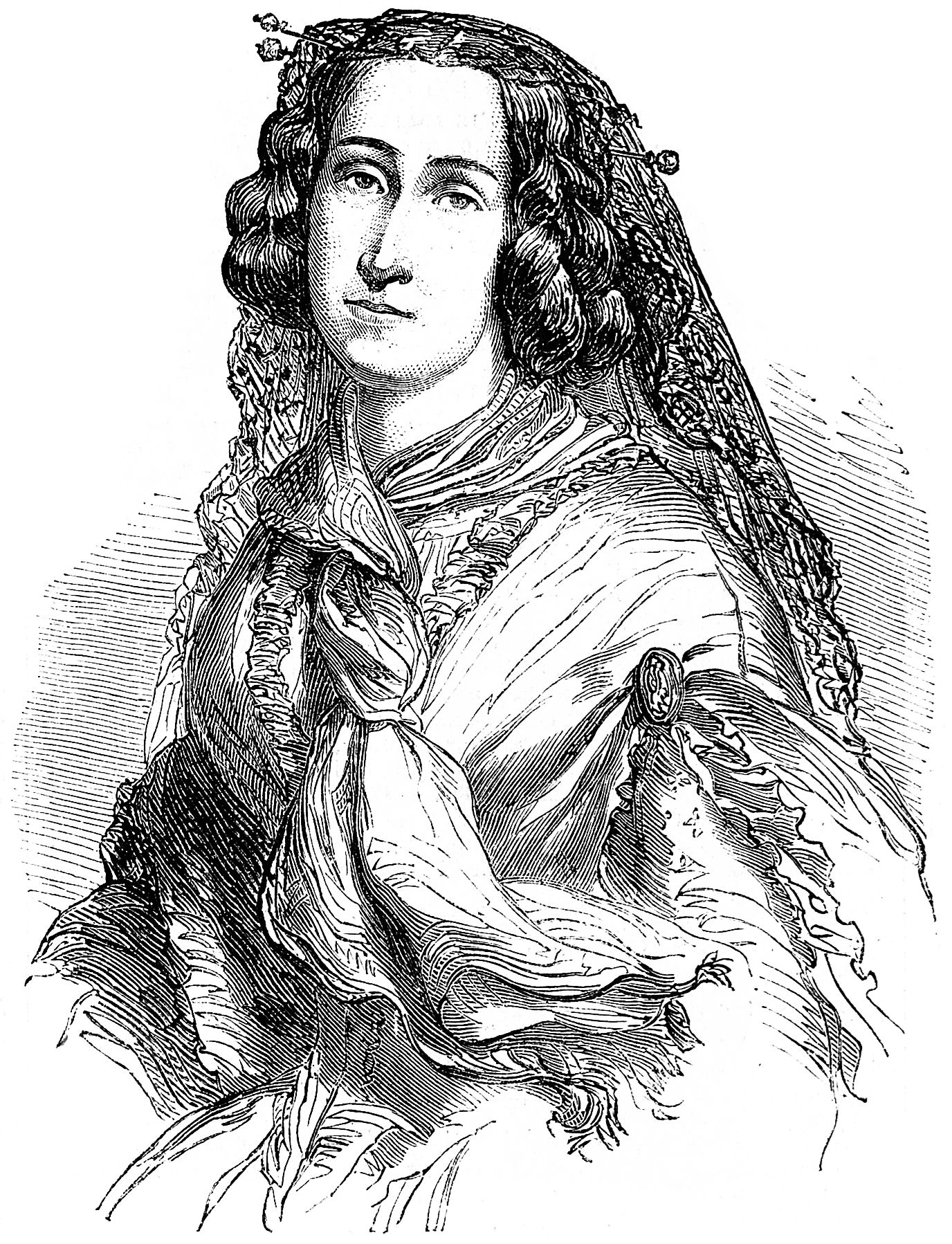
Марселіна Деборд-Вальмор.
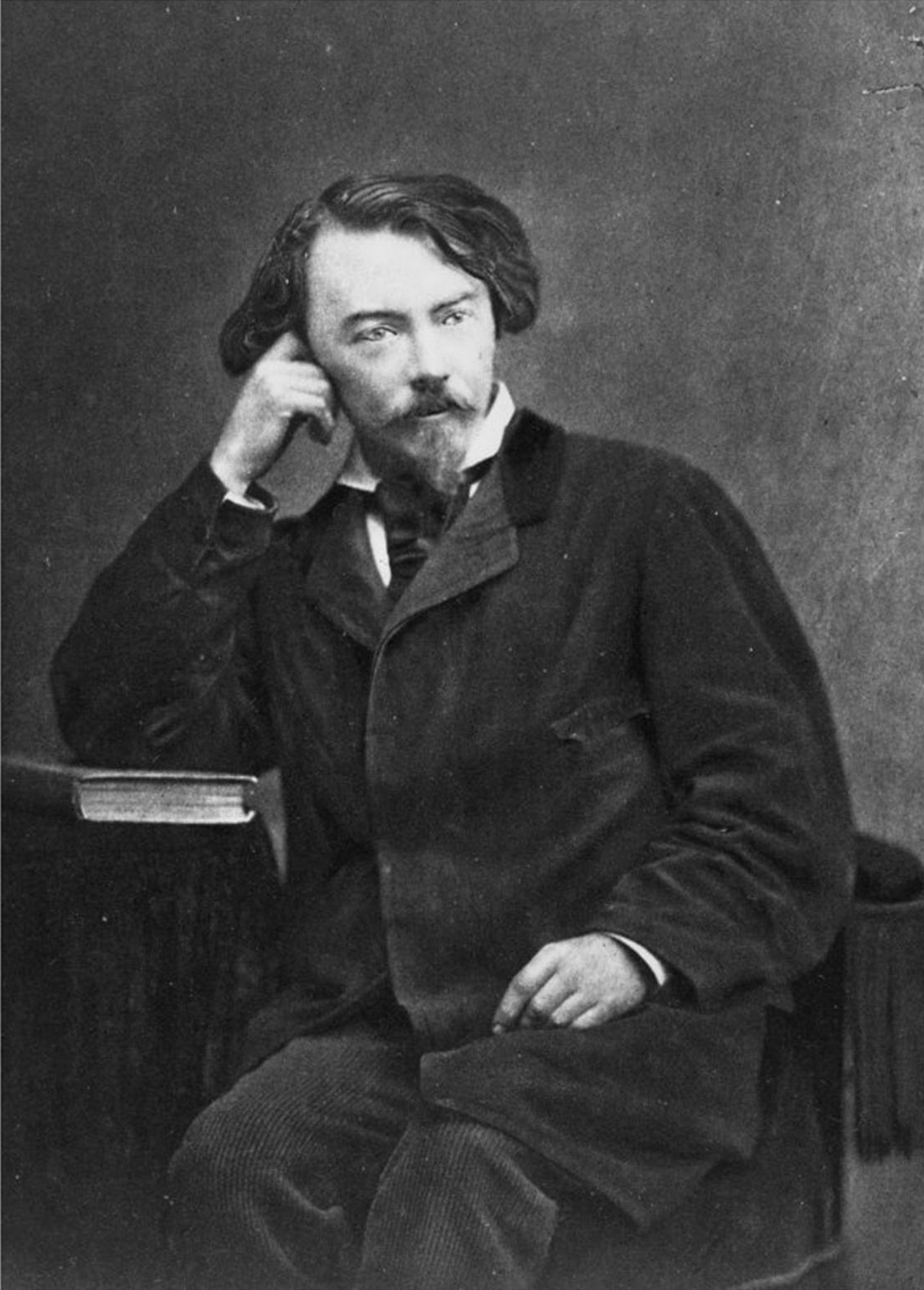
Огюст де Вільє де Ліль-Адан.
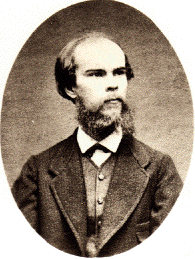
Бідний Леліан - Поль Верлен.